# Nesiacarus sinensis
Nesiacarus sinensis är en kvalsterart som beskrevs av Hu och Xiaolin Wang 1988. Nesiacarus sinensis ingår i släktet Nesiacarus och familjen Lohmanniidae. Inga underarter finns listade i Catalogue of Life.